# Ми були брехунами (роман)
«Ми були брехунами» (англ. We Were Liars) — підлітковий роман Е. Локгарт. Твір вважається одним з найкращих книг 2014 року для молоді за версією «The New York Times», «Publishers Weekly» та «The Wall Street Journal».
Книга зосереджує свою увагу на таких темах, як: самосприйняття, сімейна мораль, можливі жахливі наслідки чиїхось помилок. Дія роману розгортається навколо багатої сім'ї, яка проводить кожне літо на своєму приватному острові. Проте, не кожне літо однакове — коли щось трапляється з Кейденс під час її п'ятнадцятого літа на острові, четверо «брехунів» (Кейденс, Джонні, Міррен та Ґет) знову збираються разом аж через два роки. До Кейденс починають повертатися спогади про нещасний випадок, що стався того літа.